# 칩4
칩4(CHIP4) 또는 칩포 동맹은 미국의 주도에 의해 결성을 추진중인 반도체 동맹을 말한다.

## 개요
반도체 개발과 생산 분야에서 선도적인 위치에 있는 한국(메모리 분야), 미국(원천 기술), 대만(비메모리 분야), 일본(장비 공급) 등 4개국이 각각 자국의 전문성이 강한 분야를 중심으로 협력 관계를 맺어 동맹 국가간 안정적으로 반도체의 생산과 공급이 가능하도록 하는 것을 목적으로 한다. 2022년 7월 미국이 주도하여 논의가 본격화되었다.

## 회의
외교부 당국자는 2023년 2월 24일 "미국재대만협회(AIT) 주관하에 반도체 산업 공급망 강화 방안에 대해 논의하기 위해 지난 16일 미·동아시아 반도체 공급망 회복력 작업반 화상회의를 주최했다"고 밝혔다.
한국·미국·일본·대만이 이른바 '팹4' 또는 '칩4'로 불리는 4자 간 반도체 공급망 회복력 작업반(이하 작업반) 본회의를 지난주 개최한 것으로 확인됐다.

## 같이 보기
- 반도체